# Gradska općina
Gradska općina je oblik lokalne samouprave reguliran slovenskim Zakonom o lokalnoj samoupravi. Prema odredbi članka 16. grad može dobiti status gradske općine ako ima više od 10.000 stanovnika a uz to je zemljopisno, gospodarsko i kulturno središte područja koje gravitira prema njemu. Iznimno, grad može dobiti takav status i iz povjesnih razloga. Država može na tako organiziranu upravnu jedinicu prenijeti obavljanje određenih zadataka iz svoje nadležnosti koji se odnose na razvoj područja za koje je organizirana.
U Sloveniji postoji 11 gradskih općina:
| Gradska općina Celje          |  | www Arhivirana inačica izvorne stranice od 19. ožujka 2018. (Wayback Machine)    |  |
| Gradska općina Kopar          |  | www                                                                              |  |
| Gradska općina Kranj          |  | www                                                                              |  |
| Gradska općina Ljubljana      |  | www                                                                              |  |
| Gradska općina Maribor        |  | www Arhivirana inačica izvorne stranice od 27. travnja 2011. (Wayback Machine)   |  |
| Gradska općina Murska Sobota  |  | www                                                                              |  |
| Gradska općina Nova Gorica    |  | www                                                                              |  |
| Gradska općina Novo mesto     |  | www                                                                              |  |
| Gradska općina Ptuj           |  | www                                                                              |  |
| Gradska općina Slovenj Gradec |  | www Arhivirana inačica izvorne stranice od 20. listopada 2020. (Wayback Machine) |  |
| Gradska općina Velenje        |  | www                                                                              |  |